# Кам'яновугільна смола
Кам'яновугільна смола (англ. coke-oven coal tar, нім. Kohlenteer); кам'яновугільний дьоготь — продукт коксування кам'яного вугілля. В'язка чорна рідина з характерним запахом. Густина 1120–1250 кг/м³. Суміш понад 1000 циклічних і гетероциклічних сполук та їх похідних: бензолу, толуолу, нафталіну, фенолів, піридину та його гомологів і т. ін. Відходи після переробки кам'яновугільної смоли (пек) застосовують на будівництві шляхів, у будівельній промисловості, як паливо тощо.

## Загальна характеристика і переробка
Кам'яновугільна смола містить близько 300 органічних речовин, тому вона піддається розгонці на фракції, для чого використовується відмінність в температурах конденсації вуглеводнів, що складають смолу. Далі смолу нагрівають до температури 380–400 °C, і її пари після відділення невипареного залишку (пеку) виводять в ректифікаційні колони. Пари при проходженні через колони охолоджуються, конденсуються і перетворюються в ряд окремих фракцій. Ректифікацією зі смоли отримують фракції: при температурах до 170 °C — легке масло, при 170–210 °C — фенольну фракцію, при 210–230 °C — нафталінову фракцію, при 230–270 °C — поглинальне масло, при 270–360 °C — антраценову фракцію, залишок — пек.

## Сполуки, що їх отримують з кам'яновугільної смоли
Вихід кам'яновугільної смоли становить близько 3 % від маси вугілля. Спочатку смолу очищують фракціонною перегонкою, розділяючи компоненти за їхньою температурою кипіння. Кожну фракцію екстрагують лугом для відділення слабокислих ароматичних оксисполук (переважно фенолів). Залишок обробляють розведеною мінеральною кислотою, щоб добути сполуки, які містять азот, далі знов фракціонують.

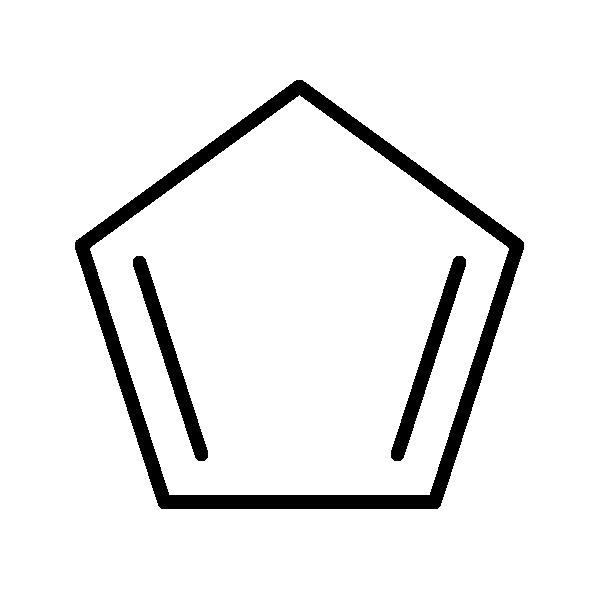
Циклопентадієн

З неароматичних сполук найважливішим компонентом кам'яновугільної смоли є циклопентадієн (t°кип.=41 °C), а також у невеликій кількості парафінові та олефінові вуглеводні.

### Ароматичні сполуки

Дифеніл
Інден
Флуорен
Фенантрен
Флуорантен
Пірен

Близько 60 % маси кам'яновугільної смоли становить бензол (t°кип.=80 °C). Він легко виділяється шляхом фракціонної перегонки, але містить невелику кількість тіофену (дивись нижче), який не можна відділити без спеціальних зусиль.
Толуол (t°кип.=111 °C) становить близько 15 % маси кам'яновугільній смолі. Отриманий з неї без додаткової хімічного очищення, він також завжди забруднений гетероциклічним аналогом.

Толуол

Три ізомерні ксилоли ,  та  мають дуже близькі температурі кипіння: орто-ксилол — t°кип.=144 °C, мета-ксилол — t°кип.=139 °C, пара-ксилол — t°кип.=138 °C. Загальна частина суміші ксилолів у сухій кам'яновугільній смолі становить приблизно 1 %. Але для промисловості важливі індивідуальні ізомери, а не їхня суміш. Спеціальними методами перегонки можна досягнути відділення орто-ізомеру, але розділити два інші, температури кипіння яких різняться лише на один градус, неможливо. Тому для поділу використовують те, що різняться їхні температури плавлення (для мета-ксилолу t°пл.=–48 °C, а для більш симетричного пара-ксилолу — t°пл.=+13 °C), й виділяють мета-ізомер виморожуванням). Окислення ксилолів дає відповідно фталеву, ізофталеву та терефталеву кислоти, важливі в промисловому органічному синтезі.

Ще однією дуже поширеною компонентою кам'яновугільної смоли (середній вихід близько 11 %) є нафталін (t°пл.=80 °C, t°кип.=218 °C). 

Нафталін

 Його супутньою сполукою є гетероцикл тіонафтен (дивись нижче), а також метилзаміщені: α-метилнафталін (t°пл.=–30,6 °C, t°кип.=245 °C) та β-метилнафталін (t°пл.=+32 °C, t°кип.=241 °C). Ще одна помітна фракція містить суміш диметилнафталінів (2,3-, 2,6-, 2,7 та 1,6-), що мають дуже близькі температури кипіння в інтервалі 261÷262 °C, через що їхнє розділення надзвичайно складне.
|                     |                     |                     |                     |
| α-метилнафталін     | β-метилнафталін     |                     |                     |
|                     |                     |                     |                     |
| 1,6-диметилнафталін | 2,3-диметилнафталін | 2,6-диметилнафталін | 2,7-диметилнафталін |

Аценафтен

В тій самій фракції, що й нафталін та заміщені нафталіни, знаходиться й аценафтен (t°пл.=+95 °C, t°кип.=278 °C).

Антрацен

Вже в початковий період розвитку коксохімічної промисловості велике значення мав антрацен (t°пл.=216 °C, t°кип.=354 °C), що також отримувався з кам'яновугільної смоли: він слугував за сировину для виробництва алізарину, першого природного фарбника, який було отримано синтетичним шляхом (1868). Після відкриття в 1901 році індантренових фарбників антрацен набув ще більшого значення, позаяк також використовувався за вихідну речовину при їхньому синтезу. Тому ті фракції кам'яновугільної смоли, що мають високу температуру кипіння, довго (до розробки синтетичних методів) слугували за джерело промислового антрацену.

Нафтацен

Технічний антрацен має жовтуватий відтінок, але це обумовлено не його спектральними властивостями, а наявністю слідів нафтацену (t°кип.=335 °C; речовина помаранчевого кольору). Нафтацен може бути видалений за допомогою хроматографічної адсорбції, але цей метод придатний лише для очищення відносно невеликих кількостей антрацену; в промислових масштабах застосовують селективну перегонку технічного антрацену з етиленгліколем.
Крім того, ще однією домішкою в технічному антрацені є його гетероциклічний аналог карбазол. Для очищення антрацену від нього суто фізико-хімічних засобів (в першу чергу перегонки) теж недостатньо, до того ж він не відділяється розчиненою кислотою — застосовують складніші методи (дивись нижче).
Чистий антрацен (і в кристалічній формі, і в розчинах) має флюоресценцію в синій частині спектру. Вона зникає при плавленні кристалів (за рахунок концентраційного самогасіння) і знов виникає при затвердінні розплаву. Домішок нафтацену не гасить цю флюоресценцію, але впливає на її спектр, навіть якщо його концентрація дуже невелика (~0,1 % в твердому розчині).

Хризен

Нафтацен взагалі важко відділяється від інших поліциклічних ароматичних сполук і спонукав ще одне непорозуміння: хризен (t°пл.=255 °C, t°кип.=448 °C) отримав свою назву від грец. χρυσος, «золотий», завдяки гарному забарвленню. Згодом, одначе, з'ясувалося, що цей колір не є властивий саме хризену, а обумовлений домішкою того ж таки нафтацену, від якого його не можна очистити навіть багаторазовою перекристалізацією. Але спеціальна обробка дозволяє отримати чистий хризен, геть позбавлений будь-якого кольору (проте він флюоресціює).
З іншої негетероциклічної ароматики, яку отримують з кам'яновугільної смоли, відзначимо дифеніл (t°пл.=69 °C, t°кип.=254 °C), інден (t°кип.=181 °C), флуорен (t°пл.=114 °C, t°кип.=295 °C), фенантрен (t°пл.=101 °C, t°кип.=340 °C), флуорантен (t°пл.=110 °C, t°кип.=250 °C за тиску 60 мм рт. ст.) та пірен (t°пл.=151 °C, t°кип.=260 °C за тиску 60 мм рт. ст.).
- Дифеніл
- Інден
- Флуорен
- Фенантрен
- Флуорантен
- Пірен

#### Сполуки, що містять сірку

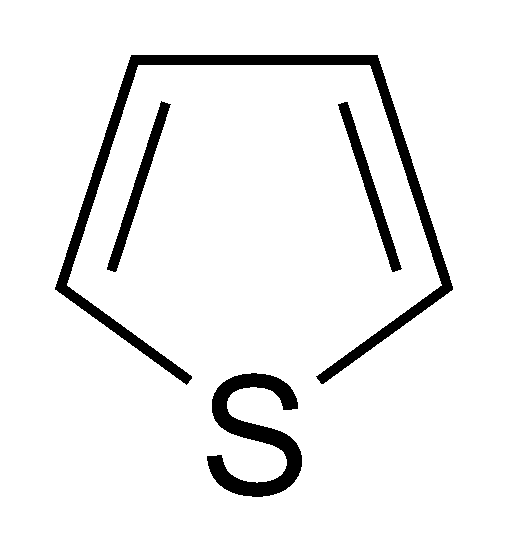
Тіофен

Тіофен (t°кип.=84 °C), як вже вказувалося вище, не відділяється від бензолу фракціонною перегонкою. Ця гетероциклічна сполука має властивості ароматичної речовини, зокрема вона стійкіша, ніж олефіни, має меншу реакційну здатність; легко підлягає сульфуванню та нітруванню. Неможливість відділити її від бензолу перегонкою спричинилася до того, що довший час реакція тіофену з концентрованою сірчаною кислотою та ізатином (з отриманням інтенсивного синього забарвлення; так звана індофенінова реакція Баєра) вважалася характерною саме для бензолу. Лише в 1882 році Віктор Маєр випадково відкрив цю сполуку, коли не зміг провести реакцію Баєра з чистішим бензолом (отриманим не з кам'яновугільної смоли, а шляхом декарбоксилювання бензойної кислоти).

Тіонафтен

Так само, як тіофен від бензолу, важко відділяється від нафталіну його гетероциклічний аналог тіонафтен (t°кип.=220 °C).

#### Сполуки, що містять азот

Акридин

Ці сполуки, подібно до амінів, мають переважно осно́вні властивості, тому їх, як було зазначено вище, виділяють із кам'яновугільної шляхом обробки мінеральною кислотою. Проте є два важливі винятки: карбазол та індол, слабокислі речовини. Їх, навпаки, треба виділяти за допомогою лугу.
Із цих сполук у першу чергу треба назвати важливий для органічного синтезу та спектроскопії розчинник піридин (t°пл.=–41,8 °C, t°кип.=115,6 °C) та його монометилзаміщені похідні — піколіни (залежно від того, в мета-, орто- чи пара-позиції до атому азота знаходяться метильні групи, їх називають відповідно α-, β- та γ-піколіном). α-піколін має t°кип.=129 °C, β-піколін — t°кип.=143 °C, γ-піколін — теж t°кип.=143 °C.

Піридин
α-Піколін
β-Піколін
γ-Піколін

З двоядерних сполук слід відзначити хінолін (t°кип.=238 °C), його ізомер ізохінолін (t°пл.=25 °C, t°кип.=242 °C) та α-метилзаміщений хінальдин (t°кип.=247 °C), а також індол (t°пл.=52 °C, t°кип.=253 °C). Окислюючи індол озоном, можна отримати цінний фарбник індиго, який раніше одержували лише з рослинної сировини.

Хінолін
Ізохінолін
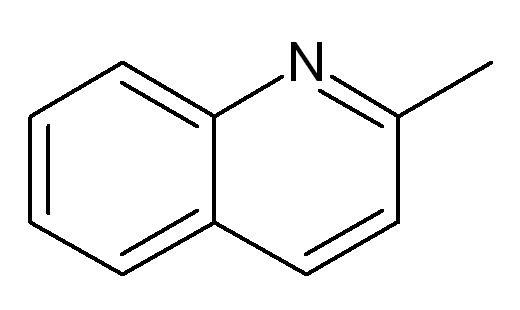
Хінальдин
Індол

Найважливіші з триядерних ароматичних сполук, що містять азот та отримуються з кам'яновугільної смоли — акридин та карбазол.
Акридин (t°пл.=111 °C, t°кип.=345 °C)
Карбазол (t°пл.=238 °C, t°кип.=354 °C) є домішкою в технічному антрацені, який одержують з кам'яновугільної смоли. На відміну від інших сполук, що містять азот, він не виділяється за допомогою розведеної кислоти, але має достатню кислотність, щоб утворити натрієву сіль, тому його видаляють сплавленням технічного антрацену з лугом.

Карбазол

#### Сполуки, що містять кисень
На відміну від попередньо розглянутих сполук, отримуваних з кам'яновугільної смоли, сполуки, що містять кисень,— це переважно не гетероцикли, а феноли. Після відділення їх шляхом екстрації лугом ці сполуки розділяють фракціонуванням, отримуючи кілька фракцій. Далі ці фракції розділяють іншими методами, зокрема й хімічними (наприклад, сульфуванням).

фенол tпл.=42,5 °C tкип.=181 °C
орто-крезол tпл.=30 °C tкип.=191 °C
мета-крезол tпл.=11,9 °C tкип.=201 °C
пара-крезол tпл.=35,5 °C tкип.=201 °C

Двічі метилзаміщені феноли носять також назву ксиленолів.

2,4-диметилфенол tпл.=26 °C, tкип.=211 °C
3,4-диметилфенол tпл.=62,5 °C, tкип.=225 °C
2,5-диметилфенол tпл.=75 °C, tкип.=212 °C
3,5-диметилфенол tпл.=68 °C, tкип.=219 °C

Крезольну та ксиленольну фракції розділяють на окремі компоненти дробовим осадженням та сульфуванням.
Серед сполук цього класу з конденсованими ароматичними кільцями в кам'яновугільній смолі наявні нафтоли.

α-нафтол tпл.=94 °C, tкип.=279 °C
β-нафтол tпл.=122 °C, tкип.=286 °C

Варто принагідно відзначити цікаву хімічну властивість нафтолів, що відрізняє її від решти фенолів: здатність до таутомерії, що призводить до появу кетоформи нафтолу. Саме ця здатність робить можливою так звану реакцію Бухерера (заміщення групи –OH на –NH2: у фенолах взагалі дуже важко розірвати зв'язок C–H, а в цьому випадку це можливо).
Чи не єдиною наявною в продуктах фракціонування кам'яновугільної смоли сполукою цього класу, яку можна розглядати як гетероцикл, є дибензофуран.

окис дифенілену, або дибензофуран tпл.=86 °C, tкип.=287 °C